# Вовкова
Вовкова — річка в Україні, у Гуляйпільському й Новомиколаївському районах Запорізької області. Ліва притока Верхньої Солоної (басейн Дніпра).

## Опис
Довжина річки приблизно 10 км.

## Розташування
Бере початок у селі Верхня Терса. Тече переважно на північний захід між Долинкою та Рівне і біля Данилівки впадає у річку Верхню Солону, праву притоку Верхньої Терси.